# Geer (motorfiets)
Geer is een Amerikaans historisch merk van motorfietsen.
De bedrijfsnaam was: Harry R. Geer Company, St. Louis County (Minnesota)
Harry Geer begon in 1905 met de productie van motorfietsen. Ondanks het feit dat er naast eencilinders ook V-twins werden geproduceerd leken de machines meer op gemotoriseerde fietsen, want de motoren werden in verstevigde fietsframes gemonteerd. De productie eindigde in 1909.